# Spada ingioiellata d'offerta
La spada ingioiellata d'offerta è una spada cerimoniale facente parte delle regalie del Regno Unito. 
Essa venne realizzata per l'incoronazione di Giorgio IV del Regno Unito e presenta disegni che riprendono la simbologia dei regni uniti dell'isola britannica: la rosa d'Inghilterra, il cardo di Scozia e il trifoglio d'Irlanda.
È l'unica spada che il sovrano possa tenere fisicamente in mano durante l'atto dell'incoronazione, mentre le altre, che simboleggiano il suo potere temporale e spirituale, vengono poste di fronte a lui durante il momento solenne.